# 第16回国際映画音楽批評家協会賞
第16回国際映画音楽批評家協会賞は2013年の映画に用いられた音楽を対象とする賞で、2014年2月6日にノミネーションが発表され、同年2月20日に受賞者が発表された。

## 受賞一覧

### 映画音楽作品賞
- 「Abominations Rising」 - 『死霊のはらわた』
  - 「A Thousand Times Goodnight」 - Romeo and Juliet
  - 「Beyond the Forest」 - 『ホビット 竜に奪われた王国』
  - 「The Grand Finale」 - 『エスケイプ・フロム・トゥモロー』
  - 「The Book Thief」 - 『やさしい本泥棒』

### 作曲賞
- アベル・コジェニオウスキ - Romeo and Juliet
  - スティーヴン・プライス - 『ゼロ・グラビティ』
  - ハワード・ショア - 『ホビット 竜に奪われた王国』
  - ロケ・バニョス - 『死霊のはらわた』
  - ヴィクター・レイエス - 『グランドピアノ 狙われた黒鍵』

### 作曲家賞
- アベル・コジェニオウスキ
  - ブライアン・タイラー
  - ロケ・バニョス
  - スティーヴン・プライス
  - ロケ・バニョス

### オリジナル作曲賞(ドラマ)
- アベル・コジェニオウスキ - Romeo and Juliet
  - エンニオ・モリコーネ - 『鑑定士と顔のない依頼人』
  - ジョン・ウィリアムズ - 『やさしい本泥棒』
  - ベンジャミン・ウォルフィッシュ - 『2月の夏』
  - ロラン・エケン - Copperhead

### オリジナル作曲賞(アクション/アドヴェンチャー/スリラー)
- ヴィクター・レイエス - 『グランドピアノ 狙われた黒鍵』
  - アンジェロ・バダラメンティ - 『スターリングラード 史上最大の市街戦』
  - ブライアン・タイラー - 『アイアンマン3』
  - ピノ・ドナッジオ - 『パッション』
  - フィリップ・Ｆ・クールメル - Rubinrot

### オリジナル作曲賞(コメディ)
- セオドア・シャピロ - 『LIFE!』
  - ヘンリー・ジャックマン - 『ディス・イズ・ジ・エンド　俺たちハリウッドスターの最凶最期の日』
  - アレクサンドル・デスプラ - 『毛皮のヴィーナス』
  - フィリップ・サルド - Quai d'Orsay
  - カルロ・シリオット - Instructions Not Included

### オリジナル作曲賞(ファンタジー/SF/ホラー)
- ロケ・バニョス - 『死霊のはらわた』
  - アベル・コジェニオウスキ - 『エスケイプ・フロム・トゥモロー』
  - ハワード・ショア - 『ホビット 竜に奪われた王国』
  - スティーヴン・プライス - 『ゼロ・グラビティ』
  - マイケル・ジアッキーノ - 『スター・トレック イントゥ・ダークネス』

### ブレイクスルー作曲家賞
- ロラン・エケン
  - アレクサンダー・エバート
  - シーザー・ベニート
  - サラ・クラス
  - スティーヴン・プライス

### オリジナル作曲賞(ドキュメンタリー)
- コンラッド・ポープ - Tim's Vermeer
  - オリヴァー・ホイス - Die Nordsee - Unser Meer
  - マーク・レイエン・カンダサミー - Anne & Alet
  - サラ・クラス - Africa
  - ブレイク・ニーリー - Space Shuttle Columbia: Mission of Hope

### オリジナル作曲賞(アニメーション)
- 久石譲 - 『風立ちぬ』
  - ダニー・エルフマン - 『メアリーと秘密の王国』
  - マーク・マンシーナ - 『プレーンズ』
  - クリストフ・ベック - 『アナと雪の女王』
  - アラン・シルヴェストリ - 『クルードさんちのはじめての冒険